# Golubye dorogi
Golubye dorogi (Голубые дороги) è un film del 1947 diretto da Vladimir Aleksandrovič Braun.